# Kohlmühle (Treuchtlingen)
Kohlmühle ist ein Gemeindeteil der Stadt Treuchtlingen im Landkreis Weißenburg-Gunzenhausen (Mittelfranken, Bayern). Kohlmühle liegt in der Gemarkung Schambach.

## Lage
Die Einöde liegt am Kästleinsmühlbach, einer Ableitung vom Schambach, südöstlich des Nagelbergs und südwestlich des Schambachrieds. Sie ist über die Treuchtlinger Kästleinsmühlenstraße zu erreichen.

## Geschichte
Circa einen Kilometer südlich/südsüdöstlich der Kohlmühle führte die Römerstraße Munningen-Biesenhard vorbei, heute noch durch einen Feldweg markiert. Die Mühle ist nach einem Vorbesitzer namens Koll benannt.
Die Mühle gehörte im Heiligen Römischen Reich zur Herrschaft Pappenheim. Im Salbuch des Augustinerklosters Pappenheim von 1537 ist ein Sixt Kollmüller als zinspflichtig aufgeführt. Nach dem Dreißigjährigen Krieg sitzt 1656 ein Hans Lönlein auf der Mühle, der an die Kirche St. Gallus in Pappenheim abgabepflichtig ist. Im Augustinerkloster-Salbuch von 1680 ist wiederum die „Kollmihl“ als zinspflichtig verzeichnet. Sie gehörte zur evangelischen Pfarrei Schambach.
Seit 1806 im Königreich Bayern, wurde das Kirchdorf Schambach mit seinen Mühlen 1808 dem Steuerdistrikt Dietfurt im Untergericht Pappenheim des Rentamtes Greding, ab 1815 des Rentamtes (später Bezirksamt, dann Landkreis) Weißenburg zugeordnet; die pappenheimerische Patrimonialgerichtsbarkeit, unter der auch die Kohlmühle stand, wurde 1848 aufgehoben. Mit dem Gemeindeedikt 1818 wurde der Steuerdistrikt zur Ruralgemeinde Schambach umgestaltet, die im Zuge der Gebietsreform in Bayern zum 1. Juli 1971 nach Treuchtlingen eingemeindet wurde.
1969 wurde der Mahlbetrieb eingestellt. Seitdem ist die Mühle nur noch ein landwirtschaftlicher Vollerwerbsbetrieb.

### Einwohnerzahlen
- 1818: 6 Einwohner[12]
- 1846: 8 Einwohner, 1 Familie, 1 Haus[13]
- 1950: 9 Einwohner[12]
- 1961: 6 Einwohner, 1 Wohngebäude[14]
- 1987: 4 Einwohner, 1 Wohngebäude[1]

## Sonstiges
„Der Himmelfahrts-Abend in der Kohlmühle am Nagelberg“ ist eine Erzählung von Karl Stöber.